# Immetalia prochyta
Immetalia prochyta är en fjärilsart som beskrevs av Druce 1895. Immetalia prochyta ingår i släktet Immetalia och familjen nattflyn. Inga underarter finns listade i Catalogue of Life.